# Malea ringens
El caracol barril (Malea ringens), originalmente descrita como Cassis ringens, es una especie de molusco bentónico perteneciente a la familia Tonnidae (conchas barril)1. (También se le conoce como carajos en Costa Rica y como caracol barril en Panamá2.

## Clasificación y descripción
Concha globosa, delgada pero resistente, de color blanco con periostraco muy delgado. El labio exterior es ancho y dentado en el borde interno. La escultura de la cocha presenta costillas espirales lisas, formando surcos que dan la ilusión de ser de color más obscuro. El labio interior presenta algunos pliegues a lo largo de la concha y una invaginación profunda, cerca de la mitad de la columela. Malea ringens es una de las conchas de mayor tamaño del Pacífico Americano3.

## Distribución
La especie Malea ringens se distribuye desde Puerto Peñasco, México hasta Paita, Perú3.

## Ambiente
Habita en aguas con fondos arenosos2,3.

## Estado de Conservación
Hasta el momento en México no se encuentra en ninguna categoría de protección, ni en la Lista Roja de la IUCN (International Union for Conservation of Nature).